# Георг Фридрих Карл (Бранденбург-Байройт)
Георг Фридрих Карл фон Бранденбург-(Кулмбах)-Байройт (на немски: Georg Friedrich Karl von Brandenburg(-Kulmbach)-Bayreuth; * 19 юни 1688, дворец Оберзулцбюрг при Зулцбюрг; † 17 май 1735, Байройт) от род Хоенцолерн, е маркграф на франкското Княжество Бранденбург-Байройт от 1726 до 1735 г.

## Живот
Той е най-възрастният син на маркграф Кристиан Хайнрих фон Бранденбург-Кулмбах (1661 – 1708) и съпругата му графиня София Кристиана фон Волфщайн (1667 – 1737), дъщеря на граф Албрехт Фридрих фон Волфщайн (1644 – 1693).  Сестра му София Магдалена (1700 – 1770) се омъжва през 1721 г. за датския крал Кристиан VI (1699 – 1746).
През 1726 г. Георг Фридрих Карл последва маркграф Георг Вилхелм в Княжество Байройт. Той следва четири години в университета в Утрехт. След смъртта на баща му той се връща през 1708 г. при фамилията си, която от 1704 г. живее в дворец Веферлинген при Магдебург. Баща му се е отказал от наследството си в полза на Прусия и той се стреми да направи този договор невалиден, успява това едва през 1722 г.

## Деца
Георг Фридрих Карл се жени на 17 април 1709 г. за принцеса Доротея фон Шлезвиг-Холщайн-Зондербург-Бек (1685 – 1761), дъщеря на херцог Фридрих Лудвиг. На 3 декември 1716 г. те се развеждат. Двамата имат децата:
- София Кристина Луиза (1710 – 1739)

∞ 1731 княз Александер Фердинанд фон Турн и Таксис (1704 – 1773)
- Фридрих III (1711 – 1763), маркграф на княжество Бранденбург-Байройт

∞ 1. 1731 принцеса Вилхелмина Пруска (1709 – 1758), дъщеря на пруския крал Фридрих Вилхелм I
∞ 2. 1759 принцеса София Каролина Мария (1737 – 1817), дъщеря на херцог Карл I фон Брауншвайг-Волфенбютел
- Вилхелм Ернст (1712 – 1733)
- София Шарлота Албертина (1713 – 1747)

∞ 1734 херцог Ернст Август I фон Саксония-Ваймар-Айзенах (1688 – 1748)
- Вилхелмина София (1714 – 1749)

∞ 1734 княз Карл Едцард фон Източна Фризия (1716 – 1744)